# Ophioglossum namegatae
Ophioglossum namegatae là một loài dương xỉ trong họ Ophioglossaceae. Loài này được Nish. & Kurita mô tả khoa học đầu tiên năm 1969.
Danh pháp khoa học của loài này chưa được làm sáng tỏ. 